# أوليسس توريس
أوليسس توريس (بالإسبانية: Ulises Torres)‏ هو لاعب كرة قدم مكسيكي في مركز الدفاع، ولد في 17 فبراير 1998 في مدينة مكسيكو في المكسيك. لعب مع نادي أمريكا.

## وصلات خارجية
- أوليسس توريس على موقع قاعدة بيانات كرة القدم.إي يو (الإنجليزية)
- أوليسس توريس على موقع Soccerway.com (الإنجليزية)
- أوليسس توريس على موقع عالم كرة القدم.نت (الإنجليزية)
- أوليسس توريس على موقع AS.com (الإسبانية)